# Aeroportul Bathurst
Aeroportul Bathurst (IATA: ZBF, ICAO: CZBF) este un aeroport din Noul Brunswick, Canada ce deservește zona Bathurst⁠(d). A fost numit după zona deservită.
Situat la o altitudine de 59 m, aeroportul dispune de o singură pistă.